# Tomrair mac Ailchi
Tomrair mac Ailchi, también Thormod o Thorir Helgason (nórdico antiguo: Þórir Helgason), fue un caudillo hiberno-nórdico, príncipe vikingo y jarl de Limerick que se convirtió en un pequeño pero poderoso e influyente reino vikingo en 922 cuando los anales irlandeses recogen su llegada a Irlanda con una gran flota aunque no citan su origen. A diferencia del reino de Dublín y otros territorios vikingos de las Islas del Norte, su linaje no procedía de la dinastía Uí Ímair de quien se distanció e inmediatamente se convirtió en directo rival aunque coincidía con sus vecinos paganos el mismo interés por saquear y devastar los enclaves cristianos a lo largo del río Shannon, así como los lagos Lough Derg y Lough Ree.

## Saga Ljósvetninga
En la segunda parte de la saga Ljósvetninga aparece otro personaje histórico llamado Þórir Helgason (n. 1000), bóndi de Lángalandi, Hörgardal, Eyjafjorður en Islandia, que protagonizó un malicioso enfrentamiento con Gudmundur Eyjólfsson.